# Водерлан
Водерлан (фр. Vaudherland) — муниципалитет во Франции, в регионе Иль-де-Франс, департамент Валь-д'Уаз. Население — 88 человек (1999).
Муниципалитет расположен на расстоянии около 19 км северо-восточнее Парижа, 32 км восточнее Сержи.

## Демография
Динамика населения (INSEE):